# Tosin Adarabioyo
Tosin Adarabioyo, né le 24 septembre 1997 à Manchester, est un footballeur anglais qui évolue au poste de défenseur central au Chelsea FC.

## Biographie

### En club

#### Manchester City
Tosin Adarabioyo rejoint le club de Manchester City à l'âge de neuf ans. Surclassé, il réalise ses débuts avec les moins de 18 ans en étant âgé de seulement 14 ans.
En 2014, il est promu capitaine et signe son premier contrat professionnel, quelques jours après avoir fêté ses 18 ans.
Avec l'équipe des moins de 19 ans de Manchester City, il participe à l'UEFA Youth League lors des saisons 2014-2015, 2015-2016, et 2016-2017. Les Citizens atteignent les quarts de finale de cette compétition en 2015, en étant battus par les joueurs de l'AS Rome.
Le 25 novembre 2015 il est pour la première fois présent sur une feuille de match professionnelle contre la Juventus de Turin en ligue des champions. Il sera une nouvelle fois présent sur le banc lors du match de Ligue des champions suivant face à Mönchenglabach mais ne jouera aucun des deux matchs. Il joue son premier match avec l'équipe première de City en février 2016, contre Chelsea, en Coupe de la Ligue. Il joue son premier match en Coupe d' Europe en août 2016, lors du tour préliminaire contre le Steaua Bucarest. Le 6 décembre 2016 il joue son premier match de phase finale de Ligue des champions face au Celtic Glasgow lors d' un match nul 1-1 où Manchester City, déjà qualifié, avait fait tourner son effectif. Un an plus tard jours pour jours il est titulaire et joue toute la rencontre face au Chakhtar Donetsk dans les mêmes circonstances que contre le Celtic.

#### Prêt à West Bromwich Albion
Le 3 août 2018, il est prêté pour une saison à West Bromwich Albion, tout juste relégué en D2 anglaise. Il dispute trente-six matchs avec les Baggies avant de réintégrer l'effectif de Manchester City à l'issue de la saison.

#### Prêt aux Blackburn Rovers
Le 31 juillet 2019, Adarabioyo est de nouveau cédé en prêt pour une saison, cette fois aux Blackburn Rovers.

#### Chelsea FC
En juin 2024, Chelsea officialise la venue de Tosin Adarabioyo. Le communiqué du club indique : « Chelsea a le plaisir d’annoncer que le défenseur central Tosin Adarabioyo rejoindra le club pour la saison 2024/25 ».

### En équipe nationale
Tosin Adarabioyo évolue avec les équipes nationales de jeunes, des moins de 16 ans jusqu'aux moins de 19 ans.

## Statistiques
| Saison                | Club                        | Championnat           | Championnat | Championnat | Coupe nationale | Coupe nationale | Coupe de la Ligue | Coupe de la Ligue | Compétition(s) continentale(s) | Compétition(s) continentale(s) | Compétition(s) continentale(s) | Play-offs | Play-offs | Coupe du monde des clubs | Coupe du monde des clubs | Total | Total |
| Saison                | Club                        | Division              | M.          | B.          | M.              | B.              | M.                | B.                | Comp.                          | M.                             | B.                             | M.        | B.        | M.                       | B.                       | M.    | B.    |
| 2015-2016             | Manchester City             | Premier League        | -           | -           | 1               | 0               | -                 | -                 | -                              | -                              | -                              | -         | -         | -                        | -                        | 1     | 0     |
| 2016-2017             | Manchester City             | Premier League        | -           | -           | -               | -               | 1                 | 0                 | C1                             | 2                              | 0                              | -         | -         | -                        | -                        | 3     | 0     |
| 2017-2018             | Manchester City             | Premier League        | -           | -           | -               | -               | 2                 | 0                 | C1                             | 2                              | 0                              | -         | -         | -                        | -                        | 4     | 0     |
| Sous-total            | Sous-total                  | Sous-total            | -           | -           | 1               | 0               | 3                 | 0                 | -                              | 4                              | 0                              | 0         | 0         | -                        | -                        | 8     | 0     |
| 2018-2019             | West Bromwich Albion (prêt) | Championship          | 29          | 0           | 3               | 0               | 3                 | 0                 | -                              | -                              | -                              | 1         | 0         | -                        | -                        | 36    | 0     |
| 2019-2020             | Blackburn Rovers (prêt)     | Championship          | 34          | 3           | 1               | 0               | -                 | -                 | -                              | -                              | -                              | -         | -         | -                        | -                        | 35    | 3     |
| 2020-2021             | Fulham FC                   | Premier League        | 33          | 0           | 1               | 0               | -                 | -                 | -                              | -                              | -                              | -         | -         | -                        | -                        | 34    | 0     |
| 2021-2022             | Fulham FC                   | Championship          | 41          | 2           | 2               | 0               | 1                 | 0                 | -                              | -                              | -                              | -         | -         | -                        | -                        | 44    | 2     |
| 2022-2023             | Fulham FC                   | Premier League        | 25          | 1           | 4               | 0               | -                 | -                 | -                              | -                              | -                              | -         | -         | -                        | -                        | 29    | 1     |
| 2023-2024             | Fulham FC                   | Premier League        | 20          | 2           | 2               | 0               | 3                 | 0                 | -                              | -                              | -                              | -         | -         | -                        | -                        | 25    | 2     |
| Sous-total            | Sous-total                  | Sous-total            | 119         | 5           | 9               | 0               | 4                 | 0                 | -                              | -                              | -                              | -         | -         | -                        | -                        | 132   | 5     |
| 2024-2025             | Chelsea FC                  | Premier League        | 22          | 1           | 2               | 2               | 1                 | 0                 | C4                             | 12                             | 1                              | -         | -         | 4                        | 1                        | 41    | 5     |
| Total sur la carrière | Total sur la carrière       | Total sur la carrière | 214         | 9           | 16              | 2               | 11                | 0                 | -                              | 16                             | 1                              | 1         | 0         | 4                        | 1                        | 262   | 13    |

## Palmarès

### En club
Manchester City
- EFL Cup en 2018.

 Fulham
- Champion d'Angleterre de deuxième division en 2022.

Chelsea
Vainqueur de la Ligue Conférence de l'UEFA en 2024-25. 
Vainqueur de la Coupe du Monde des clubs en 2025

### Distinction personnelle
- Membre de l'équipe type du Championnat d'Angleterre de deuxième division en 2021-2022.